# Actinodontidae
De Actinodontidae zijn een familie van uitgestorven tweekleppigen uit de orde Actinodontida.